# Юр'ївка (Чернігівський район)
Ю́р'ївка — село в Україні, у Новобілоуській сільській громаді Чернігівського району Чернігівської області. До 2018 орган місцевого самоврядування — Мохнатинська сільська рада. Населення становить 103 особи.
У селі встановлено бюст О. О. Бондарю — радянському військовому льотчику. Одна і єдина вулиця села носить його ім'я. Вона тягнеться із півдня на північ.
На території села діє церква, діяли магазин та ФАП.

## Історія
За даними на 1859 рік, у казенному, козацькому й власницькому селі Чернігівського повіту Чернігівської губернії мешкало 502 особи (244 чоловічої статі та 258 — жіночої), налічувалось 81 дворове господарство, існувала православна церква.
Станом на 1886 рік, у колишньому державному й власницькому селі Довжицької волості мешкало 562 особи, налічувалось 97 дворових господарств, існували православна церква й вітряний млин.
За переписом 1897 року кількість мешканців зросла до 628 осіб (307 чоловічої статі та 321 — жіночої), з яких 628 — православної віри.
Станом на 2018 рік у селі проживали переважно пенсіонери, молодь виїхала. Чернігівці купили деякі хати і використовують їх як дачі.
Відповідно до розпорядження Кабінету Міністрів України № 730-р від 12 червня 2020 року «Про визначення адміністративних центрів та затвердження територій територіальних громад Чернігівської області», село увійшло до складу Новобілоуської сільської громади.
19 липня 2020 року, внаслідок адміністративно-територіальної реформи та ліквідації колишнього Чернігівського району, село увійшло до складу новоутвореного Чернігівського району.

## Освіта
За часів Радянського Союзу діяла школа. Станом на 2018 рік, за словами місцевих жителів, дітей у селі не лишилося, а від школи лишився лише фундамент.

## Транспорт
5 разів на день до села із Чернігова їздить маршрутка № 22. Вартість проїзду 8.5 гривні.